# 汾州府
汾州府是明、清兩朝设置的府，在今山西省境。

汾州府在山西省的位置（1820年）

汾州府是山西省明清时期的九府十六州的大府之一，境内拥有蒙晋粮油通道和太原经汾州到平阳府及陕西西安府的官道，下属县汾阳，平遥，介休都曾经繁盛一时，是山西晋商重要的根据地。明洪武元年（1368年），省西河县置汾州（直隶州）兼领平遥、介休、孝义三县。明万历二十三年（1595年）五月，升汾州为汾州府，治汾阳县（今山西省汾阳市），除原汾州四县外，还有永宁州（辖宁乡县），临县，沁州（辖沁源县、武乡县），平阳府霍州所辖灵石县也划归汾州府。又置冀南道，府、道治均驻县城。此前，县名虽未以汾阳冠名，而俗以汾阳为县别名。盖以县城居汾水之阳故。万历三十二年（1604年），沁州重新恢复为省直隶州，脱离汾州府，万历四十年（1612年）石楼县由平阳府隰州改属汾州府，万历四十三年（1615年），灵石县改属平阳府。清康熙五年（1666）冀南道并入冀宁道，府县遂隶。原太原府所辖州县、临县、永宁州及辖县宁乡县和原汾州辖县改属汾州府。民国元年（1912年）府废。

## 明朝
元朝時為冀寧路下屬的汾州。明朝洪武九年（1376年）汾州升为汾州直隶州，直屬山西承宣布政使司。萬曆二十三年（1595年）升為汾州府。万历三十五年（1607年），下属的沁州升为沁州直隸州。下轄六縣、一州、州轄縣一：
- 汾陽縣，府治所。
- 孝義縣。
- 平遙縣。
- 介休縣。
- 石樓縣。
- 臨縣。
- 永寧州，轄寧鄉縣。原直屬山西承宣布政使司，萬曆二十三年（1595年）改隸屬汾州府。

## 清朝
清朝汾州府隸屬於冀寧道。
清初沿襲明制，但州不轄縣。康熙六年（1667年）將冀南道撤銷併入汾州府。下轄一州、七縣：
- 汾陽縣，府治所。
- 孝義縣。
- 平遙縣。
- 介休縣。
- 石樓縣。
- 臨縣。
- 永寧州。
- 寧鄉縣。

## 延伸阅读
[在维基数据编辑]
 《欽定古今圖書集成·方輿彙編·職方典·汾州府部》，出自陈梦雷《古今圖書集成》